# Topo Galileo
Topo Galileo è un film commedia italiano del 1988 diretto da Francesco Laudadio e interpretato da Beppe Grillo, al suo terzo e ultimo film.

## Trama
Un originale derattizzatore utilizza musica e profumi per attirare gli animali. Incaricato, dalla direzione di una centrale nucleare, di catturare Sigfrido, un topo cavia ribelle, rimane contaminato e diventa a sua volta una cavia degli scienziati. La dottoressa 18 lo aiuterà a scappare.

## Produzione
Oltre al comico genovese, fa parte del cast anche Jerry Hall, l'allora modella e signora Jagger. Il soggetto e la sceneggiatura sono dello scrittore Stefano Benni, mentre la colonna sonora si avvale di brani della coppia Fabrizio De André e Mauro Pagani. Nonostante le firme prestigiose, il film non ebbe grossi risultati al botteghino.